# Sleep Walking Orchestra
「Sleep Walking Orchestra」（スリープ ウォーキング オーケストラ）は、2023年12月11日にトイズファクトリーから配信された、日本のバンド・BUMP OF CHICKENの楽曲。テレビアニメ『ダンジョン飯』オープニングテーマ。

## 楽曲解説
楽曲のサウンドは、地域もジャンルもバラバラな多種多様な楽器を集めてきて、ごちゃ混ぜで作ったものとなっている。メロディ制作は、どこかの民族に伝わる音楽のような雰囲気を感じられるようなものにすることと、具体的に地域が特定しづらく、かつどこの風景にもあるような不思議なものにすることに重点が置かれ、藤原いわく「初めて聴く温度感だけどなぜか懐かしい、みたいなもの」を目指して作られた。
楽曲についてバンドは
主題歌のオファーを頂いた時は大変嬉しく光栄に思うと同時に、あの唯一無二の独特な世界と物語がアニメで再現され、それを見られる日が来るという事実に心震え、思いの全てを音に込めさせて頂きました。—BUMP OF CHICKEN
とコメントしている。

## 背景
10月5日、2024年1月より放送のテレビアニメ『ダンジョン飯』オープニングテーマとして楽曲を書き下ろしたことが発表された。併せてTVアニメ「ダンジョン飯」PV第1弾が公開され、楽曲の一部が初公開された。
12月8日、同日より3週間限定で行われるアニメの先行上映に合わせて、楽曲が12月11日に配信されることが発表された。

### リリース
前作「SOUVENIR」以来8ヶ月ぶりのリリース。
配信ジャケットのアートワークはVERDYがデザインした。赤やオレンジをメインに「命の躍動感や困難に立ち向かっていく力強さ」が表現されているという。
配信リリース日の12月11日には抽選でオリジナルステッカーがプレゼントされる楽曲シェアキャンペーンも実施された。
2024年8月16日、同年9月4日発売のスタジオ・アルバム『Iris』への収録が発表された。同作のリリースをもって楽曲がCDリリースされた。

## ミュージック・ビデオ
2024年1月11日にYouTubeにて公開された。映像内では、実写や3DCGによるストーリーシーンやゲームのような映像、バンドの演奏シーンなどで構成されている。監督は初タッグの佐伯雄一郎。
アニメの第1クール最終回放送日である2024年3月28日には、アニメとコラボしたスペシャル・ムービーが公開された。映像の演出はミュージック・ビデオと同じく佐伯雄一郎が担当している。

## チャート成績
Billboard JAPANチャートには2023年12月25日付（集計期間：2023年12月11日～12月17日）チャートで初登場。期間内に14494ダウンロードを売り上げて「Download Songs」1位にデビュー、総合では8位にランクインした。「Download Songs」での首位獲得は2023年4月10日付チャートで11335ダウンロードで1位を獲得した「窓の中から」以来、2023年2曲目となった。
2024年6月7日に発表されたBillboard JAPAN2024年上半期チャート（集計期間：2023年11月27日～2024年5月26日）では、期間内に53765ダウンロードを売り上げ「Download Songs」16位にランクイン。また、上半期チャートの期間も含んだ2024年年間チャートではダウンロード30位を記録した。

## 収録曲
| #  | タイトル                    | 作詞・作曲 | 編曲                  | 時間 |
| -- | --------------------------- | ---------- | --------------------- | ---- |
| 1. | 「Sleep Walking Orchestra」 | 藤原基央   | BUMP OF CHICKEN & MOR | 3:56 |